# أنواع مميزة تطوريا ومهددة عالميا

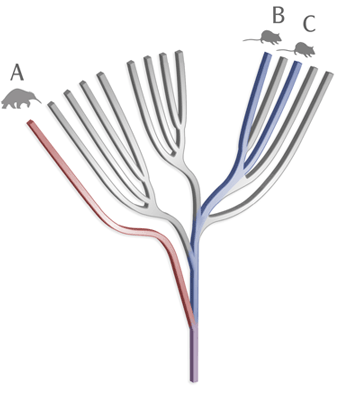

الأنواع المميزة تطوريا والمهددة عالميا هي أنواع لها عدد قليل من الأقارب وتميز واضح في المظهر ونمط الحياة. كما أنها معرضة بشدة للانقراض وانقراضها يعني أنه لن يعود لها مثيل موجود في العالم.